# Lutas nos Jogos Olímpicos de Verão da Juventude de 2010 - Greco-romana até 42 kg masculino
A competição da categoria até 42 kg masculino da luta greco-romana nos Jogos Olímpicos de Verão da Juventude de 2010 foi disputada no dia 15 de agosto no Centro Internacional de Convenções, em Cingapura. Um total de sete lutadores participou deste evento, limitado a atletas com peso corporal inferior a 42 quilogramas. Ao contrário dos Jogos Olímpicos de Verão, nos Jogos da Juventude foi distribuída apenas uma medalha de bronze por categoria.

## Medalhistas
| Ouro   | AZE Murad Bazarov        |
| Prata  | CUB Yosvanis Peña Flores |
| Bronze | KAZ Akan Baimaganbetov   |

## Resultados
Os lutadores competiram entre si dentro das duas chaves. Os primeiros colocados de cada chave disputaram o ouro e os segundos colocados o bronze.

### Preliminares

#### Grupo A
| Pos | Atleta               | PC | PT | L | V | D |
| --- | -------------------- | -- | -- | - | - | - |
| 1   | AZE Murad Bazarov    | 6  | 15 | 2 | 2 | 0 |
| 2   | UKR Oleksiy Zhabskyy | 4  | 10 | 2 | 1 | 1 |
| 3   | ECU Henry Pilay      | 0  | 2  | 2 | 0 | 2 |

| AZE Murad Bazarov    | 3-0 | UKR Oleksiy Zhabskyy | (PT: 11-0) |
| AZE Murad Bazarov    | 3-0 | ECU Henry Pilay      | (PT: 4-0)  |
| UKR Oleksiy Zhabskyy | 4-0 | ECU Henry Pilay      | (PT: 10-2) |

#### Grupo B
| Pos | Atleta                   | PC | PT | L | V | D |
| --- | ------------------------ | -- | -- | - | - | - |
| 1   | CUB Yosvanys Peña Flores | 7  | 10 | 3 | 2 | 1 |
| 2   | KAZ Akan Baimaganbetov   | 7  | 26 | 3 | 2 | 1 |
| 3   | IRI Mehrdad Khamseh      | 5  | 8  | 3 | 1 | 2 |
| 4   | EGY Mahmoud Hussein      | 3  | 4  | 3 | 1 | 2 |

| EGY Mahmoud Hussein      | 3-1 | CUB Yosvanys Peña Flores | (PT: 3-2)  |
| IRI Mehrdad Khamseh      | 1-3 | KAZ Akan Baimaganbetov   | (PT: 4-12) |
| EGY Mahmoud Hussein      | 0-4 | IRI Mehrdad Khamseh      | (PT: 1-4)  |
| CUB Yosvanys Peña Flores | 3-1 | KAZ Akan Baimaganbetov   | (PT: 6-3)  |
| EGY Mahmoud Hussein      | 0-3 | KAZ Akan Baimaganbetov   | (PT: 0-11) |
| CUB Yosvanys Peña Flores | 3-0 | IRI Mehrdad Khamseh      | (PT: 2-0)  |

### Fase final

#### Disputa pelo 7º lugar
| Sem oponente | - | EGY Mahmoud Hussein |  |

#### Disputa pelo 5º lugar
| ECU Henry Pilay | 1-3 | IRI Mehrdad Khamseh | (PT: 1-2) |

#### Disputa pelo bronze
| UKR Oleksiy Zhabskyy | 1-3 | KAZ Akan Baimaganbetov | (PT: 1-9) |

#### Final
| AZE Murad Bazarov | 3-0 | CUB Yosvanys Peña Flores | (PT: 3-0) |

## Classificação final
| Pos.              | Atleta                   |
| ----------------- | ------------------------ |
| Medalha de ouro   | AZE Murad Bazarov        |
| Medalha de prata  | CUB Yosvanys Peña Flores |
| Medalha de bronze | KAZ Akan Baimaganbetov   |
| 4                 | UKR Oleksiy Zhabskyy     |
| 5                 | IRI Mehrdad Khamseh      |
| 6                 | ECU Henry Pilay          |
| 7                 | EGY Mahmoud Hussein      |